# 五间房镇
五间房镇，是中华人民共和国辽宁省朝阳市北票市下辖的一个乡镇级行政单位。

## 行政区划
五间房镇下辖以下地区：
五间房村、大兰旗村、王兰旗村、庄头营村、黄杖子村、城子地村、岳家沟村、骆驼营村、土城子村、东高楼村、下油坊沟村、上油坊沟村、四吉板村、东牌楼沟村、西牌楼沟村、西高楼村、兴隆洼村和刘家沟村。